# Неретляни
Вижте пояснителната страница за други значения на Пагани.
Неретляните (познати също като неретвани и пагани) са славяните, населявали междуречието на Цетина и Неретва през IX-XI век.
Известията за неретляните са основно от труда на византийския автор Константин Багренородни „За управлението на империята“ и венецианските хроники, които ги описват като пирати, тормозещи корабоплаването по източното адриатическо крайбрежие. Сред основните им селища са Мокър (до днешна Макарска) и Верулия. Страната им, наричана още Пагания, заради продължителното запазване на езичеството сред местните жители, е разделена на три области (жупи) – Растока, Мокро и Дален, и включва островите Млет, Хвар, Брач и Корчула. При управлението на княз Домагой тези територии са обединени за кратко (до 70-те години на IX век) със съседната хърватска държава.
Първите документирани нападения на неретляните срещу морски търговци датират от 30-те години на IX век. Те предизвикват вековен конфликт с Венеция. Вследствие на редица поражения и безуспешни походи (през 840, 887 и 948 година) венецианците са принудени да плащат данък на неретляните, за да си осигурят свободно плаване покрай бреговете им. Тази практика приключва към 998 година, когато дожът Пиетро II Орсеоло успява да ги покори.
Около 1050 година земите на неретляните са включени окончателно в пределите на Хърватското кралство.